# Dicastère pour la Doctrine de la foi
Pour les articles homonymes, voir CDF.
Le Dicastère pour la Doctrine de la foi ou DDF (auparavant Congrégation pour la Doctrine de la foi) est l'une des neuf congrégations actuelles de la Curie romaine. Il a remplacé en 1965 la Sacrée congrégation du Saint-Office, qui a elle-même succédé à l'Inquisition romaine (de son nom complet « Sacrée Congrégation de l'Inquisition romaine et universelle ») instaurée initialement pour combattre les hérésies et les apostasies. Il joue un rôle déterminant au sein de l'Église catholique avec pour mission de « promouvoir et de protéger la doctrine et les mœurs conformes à la foi dans tout le monde catholique ».

## Historique
Le pape Paul III avait fondé une Sacrée congrégation de l'inquisition romaine et universelle, par la bulle Licet ab initio (de), le 21 juillet 1542. Cette première congrégation permanente avait pour mission de lutter contre les hérésies, et plus particulièrement de faire obstacle au protestantisme.
Le pape Sixte V l'a conservée en première place de sa constitution apostolique Immensa æterni Dei introduisant en 1588 quinze congrégations permanentes pour gouverner l'Église et les États pontificaux.
Le pape Pie X a réformé cette institution le 29 juin 1908 et l'a remplacée par la « Sacrée congrégation du Saint-Office ». Elle avait pour rôle de veiller à la pureté de la doctrine et des mœurs.
En 1917, le pape Benoît XV, par le motu proprio Alloquentes Proxime, supprime la congrégation de l'Index et confie la mise à jour de l'Index librorum prohibitorum (Index des livres interdits) à la congrégation du Saint-Office.
Le pape Paul VI a substitué au Saint-Office la Congrégation pour la doctrine de la foi à la suite du motu proprio Integræ servandæ (en), du 7 décembre 1965, la veille de la clôture du concile Vatican II. Il fit prévaloir sur l’aspect punitif de la condamnation l’aspect positif de la correction de l’erreur, de la garde, de la préservation et de la promotion de la foi.
Jean-Paul II a précisé sa fonction actuelle en 1988 par la constitution apostolique Pastor Bonus : « La tâche propre de la Congrégation pour la doctrine de la foi est de promouvoir et de protéger la doctrine et les mœurs conformes à la foi dans tout le monde catholique : tout ce qui, de quelque manière, concerne ce domaine relève donc de sa compétence ». De 1981 à 2005, elle est présidée par le cardinal Joseph Ratzinger qui deviendra le pape Benoît XVI. Avec la Congrégation pour la doctrine de la foi, l'Église a définitivement abandonné la structure et les méthodes de l'Inquisition. Comme l'explique Jean-Paul II :

« L'institution de l'Inquisition a été abolie. Comme j'ai eu l'occasion de le dire aux participants au Symposium [Symposium international sur l'Inquisition, organisé au Vatican du 29 au 31 octobre 1998 par la Commission historique et théologique du Comité pour le grand Jubilé de l'An 2000], les fils de l'Église ne peuvent manquer de revenir dans un esprit de repentir sur « le consentement donné, surtout en certains siècles, à des méthodes d'intolérance et même de violence dans le service de la vérité ». »

La Congrégation a été présidée par le cardinal Gerhard Ludwig Müller de juillet 2012 jusqu'à juillet 2017. Il a été remplacé le 1er juillet 2017 par Luis Ladaria Ferrer, jésuite, ancien secrétaire de la Congrégation (l'équivalent de numéro deux).
Du 8 juillet 2008 au 1er juillet 2017, le secrétaire de la Congrégation, soit son numéro deux, était le théologien jésuite espagnol Luis Ladaria Ferrer, consulteur de la Congrégation de la doctrine de la foi depuis 1995 et secrétaire de la Commission théologique internationale depuis 2004. Considéré comme un « conservateur modéré », il remplaçait l'archevêque salésien Angelo Amato, nommé à la tête de la Congrégation pour les causes des saints. C'était la première fois qu'un membre de la compagnie de Jésus était nommé à cet office alors que cette congrégation a condamné plusieurs théologiens issus des rangs des Jésuites.
Dans sa Lettre aux évêques de l'Église catholique à propos de la levée des excommunications des quatre évêques consacrés par Marcel Lefebvre, publié le 12 mars 2009, Benoît XVI, considérant que les questions restant à traiter avec la Fraternité sacerdotale Saint Pie X sont « de nature essentiellement doctrinale et regardent surtout l’acceptation du Concile Vatican II et du magistère postconciliaire des Papes », annonce son intention de rattacher la Commission pontificale Ecclesia Dei à la Congrégation. Ce rattachement est effectif le 8 juillet 2009 avec la publication du motu proprio Ecclesiæ unitatem et la nomination du cardinal William Levada, préfet de la Congrégation à la tête de la commission pontificale Ecclesia Dei.
En 2018, le pape nomme pour la première fois des femmes en tant qu'expertes auprès de la congrégation: Laetitia Calmeyn, Linda Ghisoni et Michelina Tenace.
Le 17 janvier 2019, par une Lettre apostolique en forme de Motu proprio, le pape François a supprimé la commission pontificale Ecclesia Dei, dont les compétences sont entièrement attribuées à la nouvelle troisième section de la Congrégation.

## Compétences
Les compétences de la Congrégation sont définies par la constitution Pastor Bonus : « La tâche propre de la Congrégation pour la doctrine de la foi est de promouvoir et de protéger la doctrine et les mœurs conformes à la foi dans tout le monde catholique : tout ce qui, de quelque manière, concerne ce domaine relève donc de sa compétence ».
La Congrégation est compétente pour vérifier que les doctrines et enseignements catholiques restent dans le cadre de la foi de l'Église. La sanction disciplinaire la plus grave qu'elle puisse prononcer, en cas de doctrine contraire à la foi catholique, est l'excommunication Latae sententiae, qui depuis Vatican II ne peut concerner que les baptisés catholiques.
La Congrégation pour la doctrine de la foi a toujours exercé un pouvoir judiciaire pour certaines causes spécifiques liées à la défense de la foi, de la morale, et de la dignité des sacrements, surtout de la réconciliation et de l’eucharistie. Certains délits plus graves (delicta graviora) ont toujours été de la compétence exclusive de la Congrégation pour la doctrine de la foi. En particulier les délits graves contre la célébration des sacrements (par exemple : ordination de femmes, violation du secret de la confession…) en particulier si ces délits risquent d'entraîner la nullité du sacrement ou s'il y a volonté de le célébrer en dehors de la communion de l'Église catholique (par exemple célébrer la messe sans mentionner le nom du pape et de l'évêque diocésain dans la prière eucharistique).
La Congrégation a des compétences pour certains délits les plus graves contre les mœurs, en particulier ses compétences sont accrues concernant les abus sexuels d'un prêtre sur un mineur d'âge, depuis le motu proprio Sacramentorum sanctitatis tutela (de) de Jean-Paul II du 30 avril 2001 et la lettre De delictis gravioribus du 18 mai 2001 du cardinal Jozef Ratzinger, préfet de la Congrégation, qui précise les modalités d'application de cette compétence et qui oblige les évêques à faire remonter les dossiers à Rome.

## Organisation de la Congrégation
Présidée par un préfet, la congrégation est composée de vingt-trois membres, cardinaux, archevêques et évêques provenant de nations diverses. Au jour le jour, le préfet est assisté d'un secrétaire, d'un sous-secrétaire et d'un promoteur de justice. L'administration du dicastère est divisée en trois sections, traitant chacune des différents secteurs de compétence de la Congrégation : doctrinale, disciplinaire et matrimoniale. Cette dernière s'occupe de tout ce qui concerne le privilegium fidei.
Pour améliorer le traitement de recours d'ecclésiastiques accusés de delicta graviora (délits graves contre la foi dont abus sur mineur), une commission spéciale est instituée en 2014. Le pape François nomme dès le 19 mai 2014 José Luis Mollaghan (en), précédemment archevêque de Rosario en Argentine, membre de la Congrégation en charge spécialement de ce dossier. Puis, le 11 novembre 2014 est publié un décret pontifical sous forme de rescrit du cardinal secrétaire d'État Pietro Parolin créant au sein de la Congrégation une commission spéciale, composée de sept cardinaux et évêques, chargée du traitement de ces recours (la première instance étant traitée au niveau diocésain ou de l'ordre d'appartenance du religieux). Cette commission spéciale est une instance de la session ordinaire de la Congrégation, la session ordinaire restant seule compétente si la personne incriminée a rang d'évêque,. La liste des membres de cette commission spéciale est rendue publique le 21 janvier 2015.
En 2018, le Pape nomme pour la première fois des femmes en tant qu'expertes auprès de la congrégation : Laetitia Calmeyn, Linda Ghisoni et Michelina Tenace.

### Membres

#### Membres de la Congrégation
Les membres actuels de la Congrégation sont :
Cardinaux
- Cardinal Víctor Manuel Fernández, préfet;
- Cardinal Gerhard Ludwig Müller, préfet émérite ;
- Cardinal William Levada, préfet émérite ;
- Cardinal Polycarp Pengo ;
- Cardinal Christoph Schönborn; o.p. ;
- Cardinal Crescenzio Sepe ;
- Cardinal Jean-Pierre Ricard (depuis 2006)[20] ;
- Cardinal Antonio Cañizares Llovera (depuis 2006)[20] ;
- Cardinal Leonardo Sandri (depuis 2008)[21] ;
- Cardinal Pietro Parolin (depuis le 28 mai 2014)[22] ;
- Cardinal Ricardo Blázquez Pérez (depuis le 13 avril 2015)[23] ;
- Cardinal Giuseppe Versaldi (depuis le 15 juillet 2017)[24].

Archevêques
- Giacomo Morandi, secrétaire (depuis le 18 juillet 2017) ;
- Joseph Di Noia o.p., secrétaire-adjoint (depuis le 21 septembre 2013)[25] ;
- Rino Fisichella ;
- Walmor Oliveira de Azevedo (en) (depuis 2009)[26] ;
- José Luis Mollaghan (en) (depuis le 19 mai 2014)[16] ;
- Stanisław Gądecki (depuis le 28 mai 2014)[22] ;
- Roland Minnerath (depuis le 6 mai 2015)[27] ;
- Anthony Fisher[27].

Évêques
- Damiano Marzotto Caotorta (de), sous-secrétaire (depuis 2009)[28] ;
- Mario del Valle Moronta Rodríguez (es) (depuis 2009)[26] ;
- Rudolf Voderholzer (depuis le 28 mai 2014)[22] ;
- Luigi Marrucci (it) (depuis le 7 février 2015)[29].

#### Membres de lacommission spéciale
Les membres actuels de la commission spéciale, titulaires et suppléants, ont été nommés par le pape le 21 janvier 2015.
Titulaires
- Charles Scicluna, président

- Cardinal Francesco Coccopalmerio ;
- Cardinal Giuseppe Versaldi ;
- José Luis Mollaghan (es) ;
- Juan Ignacio Arrieta Ochoa de Chinchetru (es).

Suppléants
- Cardinal Julián Herranz ;
- Giorgio Corbellini.

## Historique des responsables de la Congrégation

### Secrétaires de la Sacrée congrégation de l'inquisition romaine et universelle
Avant 1965, le Pape est préfet de jure de la Congrégation. La Congrégation est alors présidée par le secrétaire.
- Cardinal Antonio Michele Ghisleri (1564-1566), devenu pape Pie V ;
- Cardinal Scipione Rebiba (1566-1577) ;
- Cardinal Giacomo Savelli (1577-1587), devenu pape Honorius IV ;
- Cardinal Giulio Antonio Santori (1587-1602) ;
- Cardinal Camillo Borghese 1602-1605, devenu pape Paul V ;
- Cardinal Pompeio Arrigoni (1605-1616) ;
- Cardinal Giovanni Garzia Millini (1616-1629) ;
- Cardinal Antonio Marcello Barberini (1629-1633) ;
- Cardinal Francesco Barberini (1633-1679) ;
- Cardinal Cesare Facchinetti (1679-1683) ;
- Cardinal Alderano Cibo (1683-1700) ;
- Cardinal Galeazzo Marescotti (1700-1716) ;
- Cardinal Fabrizio Spada (1716-1717) ;
- Cardinal Nicolò Acciaioli (1717-1719) ;
- Cardinal Francesco del Giudice (1719-1725) ;
- Cardinal Fabrizio Paolucci (1725-1726) ;
- Cardinal Pietro Ottoboni (1726-1740) ;
- Cardinal Tommaso Ruffo (1740-1753) ;
- Cardinal Neri Maria Corsini (1753-1770) ;
- Cardinal Giovanni Francesco Stoppani (1770-1774) ;
- Cardinal Luigi Maria Torregiani (1775-1777) ;
- Cardinal Carlo Rezzonico (1777-1799) ;
- Cardinal Leonardo Antonelli (1800-1811) ;
- Cardinal Giulio Maria della Somaglia (1814-1830) ;
- Cardinal Bartolomeo Pacca (1830-1844) ;
- Cardinal Vincenzo Macchi (1844-1860) ;
- Cardinal Costantino Patrizi Naro (1860-1876) ;
- Cardinal Prospero Caterini (1876-1881) ;
- Cardinal Antonio Maria Panebianco (1882-1883) ;
- Cardinal Luigi Bilio, C.R.S.P. (1883-1884) ;
- Cardinal Raffaele Monaco La Valletta (1884-1896) ;
- Cardinal Lucido Parocchi (1896-1903) ;
- Cardinal Serafino Vannutelli (1903-1908).

### Secrétaires du Saint-Office
- Cardinal Mariano Rampolla del Tindaro (1908-1913) ;
- Cardinal Domenico Ferrata (1914) ;
- Cardinal Rafael Merry del Val (14 octobre 1914 - 26 février 1930) (jour de sa mort) ;
- Cardinal Donato Sbarretti (4 juillet 1930 - 1er avril 1939) (jour de sa mort) ;
- Cardinal Francesco Marchetti-Selvaggiani (30 avril 1939 - 31 janvier 1951) (jour de sa mort) ;
- Cardinal Giuseppe Pizzardo (16 février 1951 - 12 octobre 1959) ;
- Cardinal Alfredo Ottaviani (1959-1965).

### Préfets de la Congrégation
Le préfet est ex officio président de la Commission biblique pontificale depuis 1970, président de la Commission théologique internationale depuis 1981 et président de la Commission pontificale Ecclesia Dei entre 2009 et 2019.
| Nom (dates) | Nom (dates)                                              | Nom (dates)                      | Titre cardinalice | Dates                             | Autres fonctions / remarques | Pape (Pontificat) | Pape (Pontificat)        |
| ----------- | -------------------------------------------------------- | -------------------------------- | --- | --------------------------------- | --- | ----------------- | ------------------------ |
|             |                                                          | Alfredo Ottaviani (1890 - 1979)  | Cardinal diacre de Santa Maria in Domnica (1953 - 1967) Cardinal-prêtre pro hac vice de Santa Maria in Domnica                                         | 9 février 1966 8 janvier 1968     | Nommé avec le titre de pro-préfet Cardinal protodiacre (1961 - 1967)                                                                          |                   | Paul VI (1963 - 1978)    |
|             |                                                          | Franjo Šeper (1905 - 1981)       | Cardinal-prêtre de Santi Pietro e Paolo a Via Ostiense                                                                                                 | 8 janvier 1968 25 novembre 1981   | Pro-préfet jusqu'au 1er mars 1968 Archevêque de Zagreb (1960 - 1969)                                                                          |                   | Paul VI (1963 - 1978)    |
|             | Jean-Paul Ier (1978)                                     | Franjo Šeper (1905 - 1981)       | Cardinal-prêtre de Santi Pietro e Paolo a Via Ostiense                                                                                                 | 8 janvier 1968 25 novembre 1981   | Pro-préfet jusqu'au 1er mars 1968 Archevêque de Zagreb (1960 - 1969)                                                                          |                   |                          |
|             | Jean-Paul II (1978 - 2005)                               | Franjo Šeper (1905 - 1981)       | Cardinal-prêtre de Santi Pietro e Paolo a Via Ostiense                                                                                                 | 8 janvier 1968 25 novembre 1981   | Pro-préfet jusqu'au 1er mars 1968 Archevêque de Zagreb (1960 - 1969)                                                                          |                   |                          |
|             |                                                          | Joseph Ratzinger (1927 - 2022)   | Cardinal-prêtre de Santa Maria Consolatrice al Tiburtino (1977-1993) Cardinal-évêque de Velletri-Segni (1993-2005) Cardinal-évêque d'Ostie (2002-2005) | 25 novembre 1981 2 avril 2005     | Archevêque de Munich et Freising (1977 - 1982) Vice-doyen du Collège des cardinaux (1998 - 2002) Doyen du Collège des cardinaux (2002 - 2005) |                   |                          |
|             |                                                          | William Levada (1936 - 2019)     | Archevêque émérite de San Francisco (2005 - 2006) | 13 mai 2005 2 juillet 2012        | – |                   | Benoît XVI (2005 - 2013) |
|             | Cardinal-diacre de Santa Maria in Domnica                | William Levada (1936 - 2019)     | | 13 mai 2005 2 juillet 2012        | – |                   | Benoît XVI (2005 - 2013) |
|             |                                                          | Gerhard Ludwig Müller (1947)     | Évêque émérite de Ratisbonne Archevêque ad personam (2012 - 2014)                                                                                      | 2 juillet 2012 1er juillet 2017   | – |                   | Benoît XVI (2005 - 2013) |
|             | François (2013 - )                                       | Gerhard Ludwig Müller (1947)     | Évêque émérite de Ratisbonne Archevêque ad personam (2012 - 2014)                                                                                      | 2 juillet 2012 1er juillet 2017   | – |                   |                          |
|             | Cardinal-diacre de Sainte-Agnès-en-Agone                 | Gerhard Ludwig Müller (1947)     | | 2 juillet 2012 1er juillet 2017   | – |                   |                          |
|             |                                                          | Luis Ladaria Ferrer, s.j. (1944) | Archevêque titulaire de Thibica (de) (2008 - 2018) | 1er juillet 2017 1er juillet 2023 | – |                   |                          |
|             | Cardinal-diacre de Sant'Ignazio di Loyola a Campo Marzio | Luis Ladaria Ferrer, s.j. (1944) | | 1er juillet 2017 1er juillet 2023 | – |                   |                          |
|             |                                                          | Víctor Manuel Fernández (1962)   | Archevêque de La Plata (2018 - 2023) | 1er juillet 2023 En cours         | – |                   |                          |
|             | Cardinal                                                 | Víctor Manuel Fernández (1962)   | | 1er juillet 2023 En cours         | – |                   |                          |

### Secrétaires de la Congrégation
- Pietro Parente (7 décembre 1965 - 1967) ;
- Paul-Pierre Philippe, O.P. (29 juin 1967 - 6 mars 1973) ;
- Jean Jérôme Hamer, O.P. (14 juin 1973 - 8 avril 1984) ;
- Alberto Bovone (5 avril 1984 - 13 juin 1995) ;
- Tarcisio Bertone, S.D.B. (13 juin 1995 - 10 décembre 2002) ;
- Angelo Amato, S.D.B. (19 décembre 2002 - 9 juin 2008) ;
- Luis Ladaria Ferrer, S.J (9 juillet 2008 - 1er juillet 2017) ;
- Giacomo Morandi (18 juillet 2017 - 10 janvier 2022).
  - Charles Scicluna, secrétaire adjoint (depuis le 13 novembre 2018), également archevêque de Malte
- John Joseph Kennedy (section disciplinaire)[32] et Armando Matteo (section doctrinale)[32] (depuis le 23 avril 2022)

### Sous-secrétaires de la Congrégation
- Giacomo Morandi (27 octobre 2015 - 18 juillet 2017) ;
- Matteo Visioli (de) (14 septembre 2017 - 5 juin 2022) ;
- Philippe Curbelié (depuis le 6 juillet 2022).